# Prokop z Goraja
Prokop z Goraja, (zwany też Prokopem z Klecia) herbu Korczak, – rycerz i właściciel dóbr Szczebrzeszyn. Odziedziczył je po stryju Dymitrze, który nie posiadał męskich potomków. Spędził młodość na dworze cesarza Zygmunta. Pomagał Zygmuntowi Kiejstutowiczowi w wojnie ze Świdrygiełłą. Komisarz królewski do zawarcia pokoju z Krzyżakami w Brześciu Kujawskim. Miał jedną córkę Zygmuntę, która została wydana za mąż za Jana Amora Tarnowskiego.
Około 1414 Prokop z Goraja, Stojanic i Szczebrzeszyna sprzedał Dziewiętniki w ziemi lwowskiej za 300 grzywien Bieńkowi z Żabokruk.